# San Cipriano d'Aversa
San Cipriano d'Aversa er en kommune i den italienske provins Caserta i Campania. Buen har 13.136(2023) indbyggere. 